# Burgundska dinastija
Burgundska dinastija je bila mlajša dinastije Kapetov, ki je izhajala iz Roberta I., burgundskega vojvode, mlajšega sina francoskega kralja Roberta II. Rodbina je vladala vojvodini Burgundiji od leta 1032 do 1361 in dosegla priznani naziv kraljev Portugalske.
Zadnji član rodbine je bil Filip I. Rouvresa, ki je leta 1349 nasledil svojega dedka Oda IV.. Filip je leta 1361 umrl brez otrok in vojvodstvo je prešlo v roke francoskega kralja Ivana II., ki je dve leti kasneje postavil svojega sina za novega burgundskega vojvodo, s čimer se je začela Mlajša rodbina Burgundijcev.
Pomembni člani glavne linije Burgundske hiše so:
- Robert I., burgundski vojvoda
- Henrik, portugalski grof, oče prvega portugalskega kralja Afonsa Henriquesa
- Hug III., burgundski vojvoda
- Odo IV., burgundski vojvoda
- Margareta Burgundska, prva žena in kraljica Ludvika X. francoskega
- Ivana Hroma, prva žena in kraljica Filipa VI. francoskega
- Filip I., burgundski vojvoda

## Portugalska veja
Portugalska rodbina Burgundskih je bila portugalska mlajša veja Burgundijcev, ki jo je leta 1093 ustanovil Henrik, portugalski grof. Starejša zakonita linija je izumrla s smrtjo portugalskega kralja Ferdinanda I. leta 1383, vendar sta dve nelegitimni veji, hiši Aviz in Braganza, s prekinitvami še naprej vladali na Portugalskem in pozneje v Braziliji do leta 1910 oziroma 1889.

## Genealogija

### Burgundska dinastija
- Robert II. Francoski (972–1031)
  - Hugh Magnus (1007–1025)
  - Henrik I. Francoski (1008–1060)
    -  Kapetinška dinastija

  - Robert I. vojvoda Burgundski (1011–1076)
    - Hugh (1034–1060)
    - Henrik Burgundski (1035–1066)
      - Hugh I. burgundski vojvoda  (1057–1093)
      - Odo I. burgundski vojvoda (1058–1103)
        - Hugh II. burgundski vojvoda (1084–1143)
          - Odo II. burgundski vojvoda (1118–1162)
            -  Hugh III. burgundski vojvoda (1148–1192)
              - Odo III. burgundski vojvoda (1166–1218)
                -  Hugh IV. burgundski vojvoda (1213–1272)
                  - Odo, grof Neverski (1230–1269)
                  - Janez, grof Charolaiski, gospod Bourbonjski (1231–1268)
                  - Robert II. burgundski vojvoda (1248–1306)
                    - Jean (1279–1283)
                    - Hugh V. burgundski vojvoda (1294–1315)
                    - Odo IV.  burgundski vojvoda (1295–1349)
                      - Filip II. grof Auvergne-jski (1323–1346)
                        -  Filip I. burgundski vojvoda (1346–1361)

                      -  Janez (1325–1328)

                    - Ludvik, kralj Soluna (1297–1316)
                    -  Robert, grof Tonnerre-jski (1302–1334)

                  -  Hugh, gospod Montréalski in Viskont Avalonski (1260–1288)

              - Alexandre, gospod Montagujski (1170 † 1205)
                -  gospodje Montagijski

              -  Guigues VI. Viennoiski (1184 † 1237)
                - Guigues VII. Viennoiski (1225–1270)
                  - Janez I.  Daufin Viennoiski (1264–1282)
                  -  Andrej (1267-po 1270)

                -  Janez (1227–1239)

          - Gauthier, nadškof v Besançonu (1120–1180)
          - Hugh "Rdeči", gospod Navilly-ja (1121–1171)
            -  Viljem

          - Robert, škof v Autunu (1122–1140)
          - Henrik, gospod Flavignijski, škof v Autunu (1124–1170)
          -  Rajmond, gospod Grignona in Montpensierja (1125–1156)
            -  Hugues (1147–1156)

        -  Henrik (1087–1131)

      - Robert, škof v Langresu (1059–1111)
      - Reginald, opat Sv. Peter Flavignijski (1065–1092)
      -  Henrik, grof Portugalski (1066–1112)
        -  Portugalska dinastija Burgundcev

    - Robert (1040–1113)
    -  Simon (1044–1088)

  -  Odo (1013–c.1056)